# Nördlicher Schwarzameisenwürger
Der Schwarzameisenwürger, auch Nördlicher Schwarzameisenwürger (Thamnophilus nigriceps) zählt innerhalb der Familie der Ameisenvögel (Thamnophilidae) zur Gattung Thamnophilus.
Die Art kommt in Kolumbien und Panama vor.
Das Verbreitungsgebiet umfasst feuchte Waldränder, meist in der Nähe von Wasser oder Lichtungen, besonders dichtes Bambusgestrüpp meist bis 600, mitunter bis 1500 m Höhe.
Der lateinische Artzusatz kommt von lateinisch niger ‚schwarz‘ und lateinisch caput, -ceps ‚Kopf‘.

## Merkmale
Der Vogel ist etwa 16 cm groß und wiegt zwischen 23 und 24 g. Das Männchen ist  durchgehend schwarz ohne besondere Merkmale, lediglich die Flanken sind dunkelgrau, die Unterseiten der Flugfedern haben weiße Ränder. Das Weibchen ist auf der Oberseite, den Flügeln und dem Schwanz rotbraun, Kopf, Kehle und obere Brust sind schwärzlich-grau mit blassweißen Streifen, die Unterseite ist gelblich-braun.
Die Art ist monotypisch.

## Stimme
Der Ruf wird als sanfte nasale, leicht schneller werdende Tonfolge beschrieben.

## Lebensweise
Die Nahrung besteht vermutlich  aus Insekten und Gliederfüßern, die meist als Paar, nicht in gemischten Jagdgemeinschaften im Unterholz bis mittlere Baumhöhe gesucht werden. Die Art gilt als ortstreu und ruffreudig, das Weibchen ist leicht zu sehen.
Über die Brutzeit ist nur wenig bekannt.

## Gefährdungssituation
Der Bestand gilt als nicht gefährdet (Least Concern).